# 樓陀羅攻擊直升機
樓陀羅攻擊直升機（英語：HAL Rudra）是一款由印度斯坦航空有限公司根據北極星直升機改進而成的武裝直升機。樓陀羅是與HAL輕型戰鬥直升機同期開發。相較於後者，樓陀羅追求低改動，以最低的改裝成本與技術以比HAL輕型戰鬥直升機更快服役，填補印度軍方對武裝直升機的需求。該機於1998年開始研發，並於2007年首飛。 該機於2011年-2013年進行各種測試後，根據印度官方指出，該機的能力遠遠超出對於他的原本需求，並於2013年開始交付給印度陸軍。 該機取名源自於印度神話的神明樓陀羅（梵文：रुद्र）

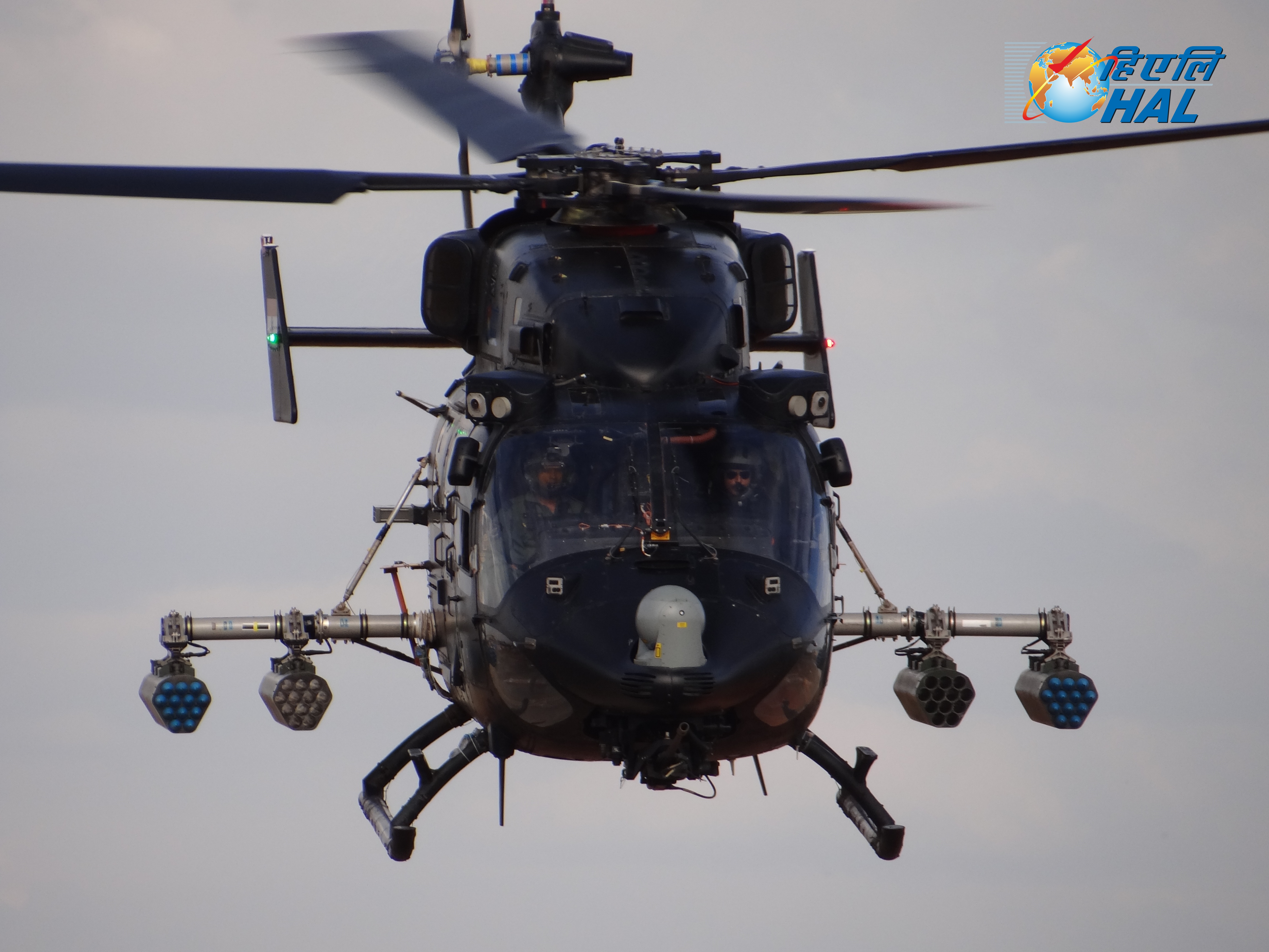
正面照

## 發展
由於印度在研發HAL輕型戰鬥直升機時遇到瓶頸，因此印度國防部決定以一款現有機種改裝成武裝直升機，暫時代替HAL服役前的空缺，最終選定為北極星直升機。該計畫以最低限度改裝北極星直升機，將改裝對飛行的影響降到最低，而計劃命名為Dhruv-WSI(英語：Weapons System Integrated)。最終該機定名為樓陀羅(英語：Rudra)， 並於1998年12月正式開啟計畫。
樓陀羅具有集成傳感器、武器和電子戰套件；它還配備了HAL Dhruv Mk III中使用的玻璃駕駛艙的升級版。這些傳感器包括晝夜攝像機、紅外成像以及激光測距。 它還有紳寶的集成防禦輔助套件 (IDAS)，帶有完全集成到玻璃駕駛艙中的電子戰自我保護系統。機載自衛系統包括雷達和導彈探測器、紅外線乾擾器、箔條和照明彈投放器。該機可用於非武裝和武裝用途，包括空中偵察、部隊運輸、反坦克戰和近距離空中支援。
該機原訂於2007年7月首飛， 2007年8月16日，原型機首飛。

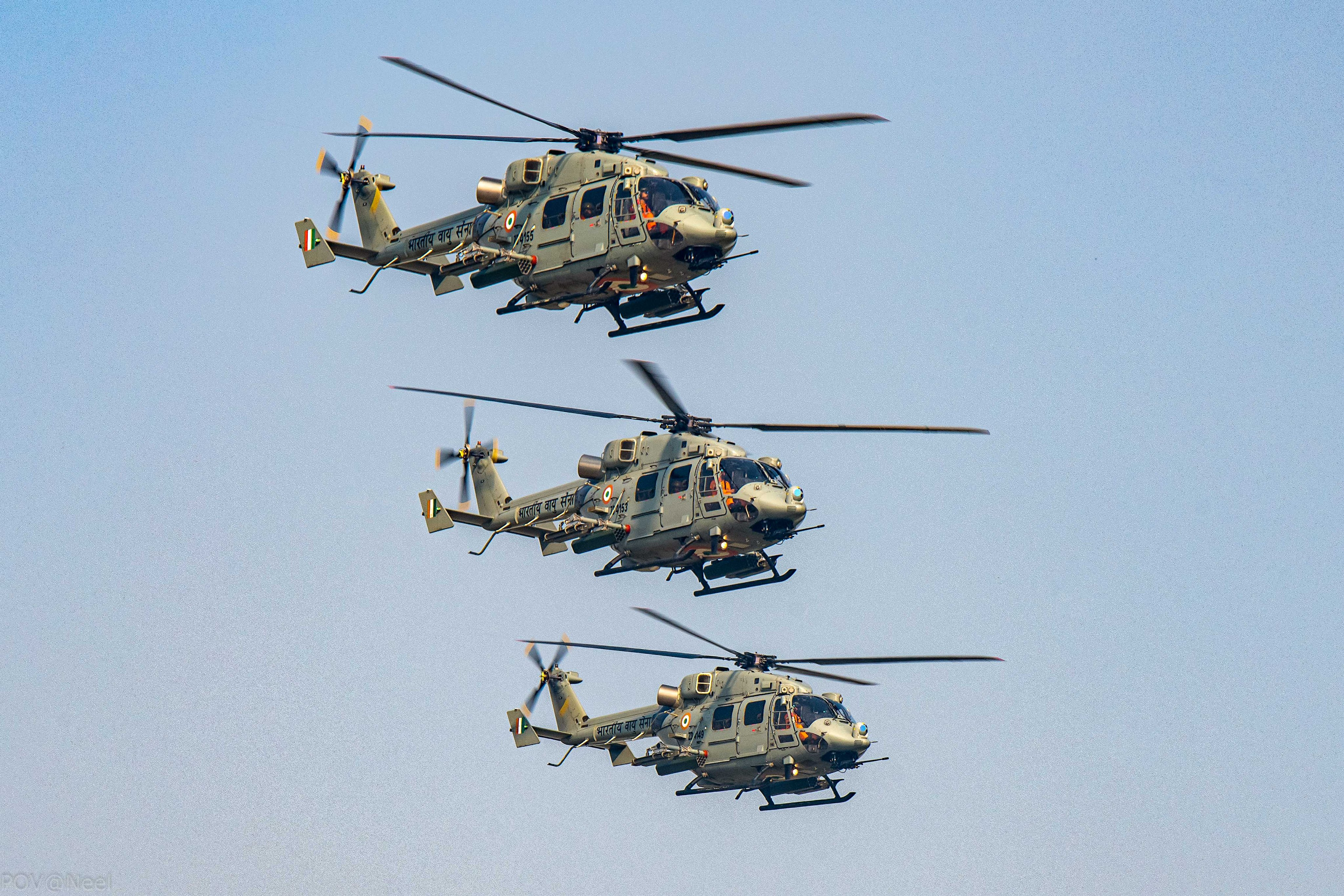
3架編隊飛行中的印度空軍HAL Rudra

2012年至2013年間，樓陀羅進行一系列飛行試驗，並發現其適合進行沿海監視行動。據報導，海軍對樓陀羅傳感器能追蹤最遠14公里外船隻的能力印象深刻。傳感器的圖像質量足以在這些範圍內讀取船隻的名稱，海軍因此計畫訂購至少20架直升機用於沿海監視。 在本輪測試之前，樓陀羅已經針對反潛戰(ASW)任務進行了評估，武器測試包括發射魚雷和深水炸彈，據報導，這些測試已成功完成。
該機於2013年獲得飛行許可(英語：Initial Operational Clearance,IOC)，並於2013年開始交付。 到了2021年，雖然HAL輕型戰鬥直升機已經服役，然而軍方更輕項成本低廉且功能完善的樓陀羅。2022年，印度本想以11億美元採購48架Mi-17直昇機，然而計畫最終取消，並以樓陀羅取代之。

## 服役
- 印度陸軍:至少75架服役[20] ，並有50訂購中
- 印度空軍:至少16架服役[21]，並有50訂購中

## 型號

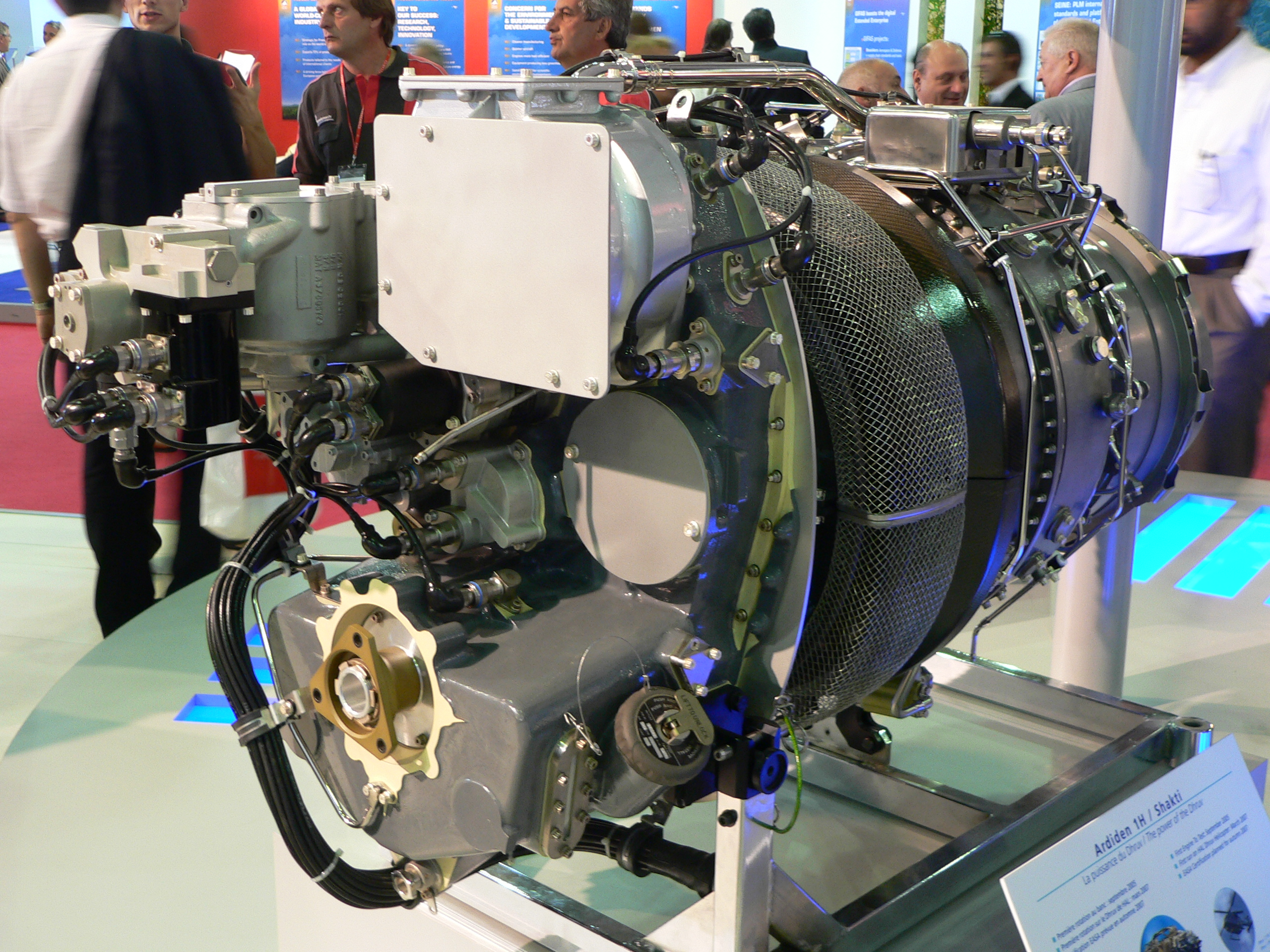
HAL/Turbomeca Shakti發動機

- Mark III
安裝了電子戰、對抗措施、傳感器和瞄準系統，但沒有武器的電子作戰飛機版本。[22] 適合做為高空作戰的輔助機種。
- Mark IV
安裝機砲、火箭、空對空和空對地導彈的攻擊直升機版本。[23][24]主要任務為攻擊、近距離空中支援和高空作業。

### 引用
1. ↑  Jackson, Paul; Peacock, Lindsay; Bushell, Susan; Willis, David; Winchester, Jim (编). . . Couldson. 2016–2017: 308. ISBN 978-0710631770.
2. ↑  . Hindustan Aeronautics Limited.   [22 February 2019]. （原始内容存档于2017-07-31）.
3. ↑  Luthra, Gulshan; Rai, Ranjit. . India Strategic. September 2011  [2023-03-16]. （原始内容存档于2011-10-07）.
4. ↑  Bedi, Rahul. . Jane's Defence Weekly (21 February 2019). （原始内容存档于22 February 2019）.
5. ↑  . The Times of India. PTI. 28 September 2019  [24 October 2021]. （原始内容存档于2023-03-16）.
6. 1 2 3  Standing Committee of Defence 2007, p. 45.
7. ↑  . The Hindu (Chennai, India). 17 August 2007. （原始内容存档于10 November 2012）.
8. 1 2  . SP's Land Forces. 28 January 2013  [19 May 2014]. （原始内容存档于2016-03-04）.
9. ↑  . The Times of India. 24 May 2010  [22 August 2011]. （原始内容存档于11 April 2016）.
10. ↑  . The Times of India. 5 September 2011. （原始内容存档于9 October 2017）.
11. ↑  . The Statesman. 8 February 2013  [18 February 2013]. （原始内容存档于2013-04-13）.
12. ↑   (PDF). Hindustan Aeronautics Limited.   [31 July 2012]. （原始内容存档 (PDF)于2012-10-19）.
13. ↑  . The Hindu (Chennai, India). 17 August 2007. （原始内容存档于10 November 2012）.
14. ↑  . The Hindu. 11 February 2013  [19 May 2014]. （原始内容存档于2014-05-20）.
15. ↑  Standing Committee of Defence 2007, p. 46.
16. ↑  . Defense-Aerospace.com. 4 February 2013  [2023-03-16]. （原始内容存档于2020-02-01）.
17. ↑  . Flight International. 7 February 2013.
18. ↑  Adhikari, Hitesh. . delhidefencereview.com. 27 October 2021  [2023-03-16]. （原始内容存档于2023-03-27）.
19. ↑  Bedi, Rahul. . shephardmedia.com. 28 April 2022  [2023-03-16]. （原始内容存档于2023-03-30）.
20. ↑  Peri, Dinakar. . thehindu.com. 26 June 2021  [2023-03-16]. （原始内容存档于2023-03-16）.
21. ↑  .   [16 April 2022]. （原始内容存档于2022-05-29） （英语）.
22. ↑  . Indiastrategic.in.   [13 December 2012]. （原始内容存档于2011-10-07）.
23. ↑  . Hindustan Aeronautics Limited.   [2023-03-16]. （原始内容存档于2023-03-16）.
24. ↑  . Hindustan Aeronautics Limited.   [2023-03-16]. （原始内容存档于2023-03-16）.

## 外部連結
- Official Page （页面存档备份，存于）
- （页面存档备份，存于）